# Winnie Mandela
Winnie Madikizela-Mandela, ursprungligen Nomzamo Winfreda Zanyiwe Madikizela, född 26 september 1936 i Mbongweni nära Bizana i nuvarande Östra Kapprovinsen, död 2 april 2018 i Johannesburg, var en sydafrikansk politiker. Hon var gift med Nelson Mandela 1958–1996.
Winnie Mandela var ordförande för ANC:s kvinnoförbund, African National Congress Women's League 1993–2003, var vice minister för konst, kultur, vetenskap och teknologi 1994-1996, och satt i Sydafrikas parlament 1994-2003 och 2009-2018, . 

## Biografi
Winnie Mandela avlade examen i socialt arbete vid Jan Hofmeyr School och sedan i internationella relationer vid University of the Witwatersrand i Johannesburg. Hon arbetade som socialarbetare på Baragwanath Hospital, där hon var den första svarta socialarbetaren, och träffade Nelson Mandela 1957. De gifte sig året därpå och fick två döttrar.
Under sin makes tid i fängelse blev hon en ledande kritiker av det vita minoritetsstyret. Hon väckte uppmärksamhet med sin våldsamma retorik och förespråkande för "necklacing", med citat som "med våra tändsticksaskar och halsband skall vi befria detta land.” Även Winnie Mandela drabbades av apartheidregimens lagar och 1969 dömdes hon till 18 månader i ensamcell. Under apartheidregimen 1991 blev hon dömd för kidnappning av en 14-årig misstänkt polisinformatör. Hennes livvakt Jerry Richardson påstod senare att han dödat pojken på Winnie Mandelas order, vilket hon bestämt nekat till.
Winnie Mandelas äktenskap med Nelson Mandela ledde till separation 1992, två år efter makens frigivande. De skildes formellt 1996. Hon hade dock parallellt med äktenskapet flera viktiga politiska poster. Hon valdes till ordförande för partiets kvinnoförbund 1993, och valdes in i parlamentet samt utsågs till minister 1994. Hon avgick ur regeringen 1996, men behöll övriga poster.
År 2003 dömdes hon till fängelse för bedrägeri och stöld, varefter hon avgick från sina uppdrag inom ANC. Hon återvände till politiken 2007.
År 2016 tilldelades hon Order of Luthuli, en av Sydafrikas högsta ordnar, för sina insatser i kampen för att befria Sydafrikas folk.